# Matthijs Lok
Matthijs Merlijn Lok (Den Haag, 1974) is een Nederlands historicus, verbonden aan de opleiding Europese Studies van de Universiteit van Amsterdam. Hij studeerde Europese geschiedenis aan de universiteiten van Liverpool, Leiden en Yale-universiteit, gevolgd door een korte loopbaan in het openbaar bestuur. Hij promoveerde in 2009 aan de Universiteit van Amsterdam. Hij was als fellow verbonden onder meer aan het Netherlands Institute for Advanced Study (NIAS), het Lichtenberg Kolleg van de Universiteit van Göttingen en gastdocent aan de Universiteit van Leuven. 
Lok doceert en publiceert over de moderne Europese geschiedenis sinds de Verlichting. Zijn onderzoek gaat over de rol van ideeën in politieke veranderingen en de veelzijdige relatie tussen politiek en geschiedenis. Thema’s als staatsvorming, liberalisme, conservatisme, kosmopolitisme, nationalisme, de omgang met het (Europese) verleden, de Restauratietijd en verlichtingskritiek hebben zijn bijzondere interesse. Met Annelien de Dijn (Universiteit van Utrecht) richtte hij een seminar op voor de intellectuele geschiedenis.
Naast zijn werkzaamheden als historicus aan de UvA schrijft Lok opiniebijdragen onder meer in NRC en wordt hij gevraagd als deskundige op het gebied van de Franse en Europese politiek en geschiedenis. Ook trad hij op als expert in de televisiereeksen De IJzeren Eeuw en Napoleon in Holland.

## Boeken
- Europe against Revolution. Conservatism, Enlightenment and the Making of the Past (Oxford University Press, 2023)
- 'IJzer en bloed: staatsvorming en nationalisme, 1848-1914', in: L.H.M. Wessels en Toon Bosch (red.), Nationalisme en Staten: Europa vanaf circa 1800 tot heden (Vantilt, 2012/2014), p. 282-410.
- Windvanen. Napoleontische bestuurders in de Nederlandse en de Franse Restauratie, 1813-1820 (Prometheus Bert Bakker, 2009)

### Bundels
- Antiliberal Internationalism in the Twentieth Century: beyond Left and Right? (Routledge 2025) (met Marjet Brolsma, Robin de Bruin, Stefan Couperus en Rachel McElroy White).
- Cosmopolitan conservatisms. Countering Revolution in Transnational networks, ideas and movements (c.1700-1930) (Brill 2021) (met Friedemann Pestel en Juliette Reboul).
- The Politics of Moderation in modern European History (Palgrave 2019) (met Ido de Haan).
- The Global Counter-Enlightenment (Special issue van de International Journal for History, Culture and Modernity) (Brill 2019) (met Joris van Eijnatten)
- Eurocentrism in European history and memory (Amsterdam University Press 2019) (met Marjet Brolsma en Robin de Bruin).

- Bibliothèque nationale de France: cb16230684g (data)
- Digitale Bibliotheek voor de Nederlandse Letteren: lok_003
- Gemeinsame Normdatei: 138219222
- International Standard Name Identifier: 0000 0000 8168 6446
- Library of Congress Control Number: n2009049809
- Nationale Bibliotheek van Israël: 987011503772105171
- Nederlandse Thesaurus van Auteursnamen: 163800057
- Système universitaire de documentation: 242262570
- Virtual International Authority File: 96728014
- WorldCat: E39PCjHPkTFVpcvjqcyRTp9cmq